# 239 v.Chr.
Het jaar 239 v.Chr. is een jaartal volgens de christelijke jaartelling. 

## Gebeurtenissen

### Carthago
- Hamilcar Barkas verslaat bij de stad Utica, met steun van de Numidiërs in de slag bij de Bagradas rivier het opstandige huurlingenleger.

### Griekenland
- Demetrius II van Macedonië (239 - 229 v.Chr.) bestijgt de troon.

## Geboren
- Quintus Ennius (~239 v.Chr. - ~169 v.Chr.), Latijnse dichter

## Overleden
- Antigonus II Gonatas (~319 v.Chr. - ~239 v.Chr.), koning van Macedonië (80)